# Matea Parlov Koštro
Matea Parlov Koštro (2 de junho de 1992)  é uma fundista croata. Em 2022, sagrou-se vice-campeã europeia de maratona, nos Campeonatos Europeus de Atletismo, em Munique. Foi a primeira medalha da Croácia na disciplina.

## Carreira
Competiu na maratona feminina no Campeonato Mundial de Atletismo de 2019, realizado em Doha, no Qatar, mas não terminou a corrida. Terminou em 21º na maratona feminina nos Jogos Olímpicos de Verão de 2020, realizados em Tóquio, no Japão. 